# Armenia en el Festival de la Canción de Eurovisión
Armenia hizo su primera aparición en el LI Festival de la Canción de Eurovisión, en 2006. Desde entonces, ha alcanzado el TOP-10 en siete ocasiones. Su mejor resultado en el concurso son dos cuartos puestos: Sirusho lo consiguió en 2008, con «Qélé, Qélé»; por su parte, Aram Mp3 lo igualaría en 2014 con el tema «Not Alone». Asimismo, Armenia no logró pasar de la ronda de semifinales en tres ocasiones: en la edición de 2011, en el Festival de 2018 y en el año 2019.

## Historia
Armenia debutó en el Festival de la Canción de Eurovisión en el año 2006, con la canción «Without your love» interpretada por André, debutando de forma exitosa quedado en 8.º lugar.
Aunque Armenia logró ser miembro de la UER, esto no le otorgaba el derecho a concursar en Eurovisión por estar fuera del Área de Radifusión; el motivo que le permite participar en el Festival es su pertenencia al Consejo de Europa.
Al haber quedado en una de las mejores diez posiciones, Armenia pasó directamente a la final del Festival de la Canción de Eurovisión 2007. En la final, Armenia apareció en la 23.ª posición y terminó en 8.º lugar de nuevo.
Como dato anecdótico, Armenia terminó 8.º en 2006 con un punto de ventaja sobre Grecia, y al año siguiente volvió a quedar en 8.º lugar con un punto de desventaja con Grecia. En el festival de 2008; Sirusho y su canción «Qélé, Qélé», consiguen el mejor resultado para su país, un 4.º puesto con 199 puntos y una posición por debajo de Grecia, tras haber logrado el 2.º lugar con 139 puntos en la primera semifinal.
En 2009, Armenia es representada por las hermanas Inga y Anush Arshakyan, con su canción «Jan Jan», quedando en la final en el 10.º lugar.
En el Festival de Eurovisión 2011, Armenia no superó la semifinal por primera vez, tras quedar en el 12.º lugar con 54 puntos y el tema «Boom Boom».
A pesar de que el Festival de Eurovisión de 2012 se iba a celebrar en Azerbaiyán, Armenia confirmó su participación, habiendo sido designada para participar en la segunda semifinal. El 7 de marzo, no obstante, el supervisor ejecutivo del festival, Jon Ola Sand, anuncia la retirada del país del Festival. Según se explicó, la retirada se produjo por «circunstancias fuera del alcance» de la UER, y que la organización se esforzó por conseguir una «tranquila participación de la delegación armenia».
En el Festival de 2013 cabe destacar el retorno de Armenia en el Festival, sin embargo no lo hace de la mejor manera. El grupo Dorians y su canción «Lonely Planet» pasan en 7.º lugar la segunda semifinal, pero en la final sólo consiguen la 18.ª posición con 41 puntos, el peor resultado del país en una final, y hasta ahora, la única ocasión que quedan fuera del Top 10.
En 2014 deciden elegir a Aram Mp3 para que los represente en Copenhague. El tema presentado posteriormente, «Not Alone» consigue llevarlos a lo más alto de las casas de apuestas, volviéndose la máxima favorita del festival. Sin embargo tras su paso en la semifinal caería hasta el 4.º lugar en las apuestas. Finalmente quedaría en 4.º lugar tanto en la semifinal como en la final, igualando el mejor resultado histórico del país.
Para el Festival de Eurovisión de 2015 fue elegido el grupo Genealogy. Con el tema «Face the Shadow» enfrentando la primera semifinal logrando la séptima posición y 77 puntos logrando un boleto a la final del sábado donde terminarían en un puesto 16.
En 2016 internamente fue escogida Iveta Mukuchián para ir a Estocolmo. Con el tema «LoveWave» que se enfrentó a la primera semifinal terminando 2.º con 243 puntos, siendo su mejor lugar en esta, posteriormente en la final lograría el puesto 7.
Tras la Guerra del Alto Karabaj en 2020, que enfrentó a Azerbaiyán contra la Autoproclamada República de Artsaj y Armenia, esta se vio forzada a retirarse del Festival de 2021.
Un año después, en 2022, el país regresó a la competición. Athena Manoukian sonaba como la posible representante luego de que en 2020 no puediera ir finalmente debido a la pandemia, que obligó a cancelarse aquel año del festival. Finalmente Rosa Linn fue la elegida para viajar a Turín, que a pesar de quedar en la posición 20 en la gran final con 61 puntos cosechó un gran éxito internacional con su canción «Snap», convirtiéndose así en la canción más escuchada de Eurovisión 2022 con más de 500 millones de reproducciones en Spotify.

## Participaciones
Leyenda
     Ganador
     Segundo puesto
     Tercer puesto
     Cuarto o quinto puesto (Top 5)
     Último puesto
| Año                  | Sede       | Artista          | Canción             | Final              | Pts.               | Semifinal               | Pts.                    |
| -------------------- | ---------- | ---------------- | ------------------- | ------------------ | ------------------ | ----------------------- | ----------------------- |
| 2006                 | Atenas     | André            | «Without your love» | 8                  | 129                | 6                       | 150                     |
| 2007                 | Helsinki   | Hayko            | «Anytime you need»  | 8                  | 138                | Top 10 del año anterior | Top 10 del año anterior |
| 2008                 | Belgrado   | Sirusho          | «Qélé, Qélé»        | 4                  | 199                | 2                       | 139                     |
| 2009                 | Moscú      | Inga & Anush     | «Jan Jan»           | 10                 | 92                 | 5                       | 99                      |
| 2010                 | Oslo       | Eva Rivas        | «Apricot stone»     | 7                  | 141                | 6                       | 83                      |
| 2011                 | Düsseldorf | Emmy Bejanyan    | «Boom Boom»         | No se clasificó    | No se clasificó    | 12                      | 54                      |
| No participó en 2012 |            |                  |                     |                    |                    |                         |                         |
| 2013                 | Malmö      | Dorians          | «Lonely planet»     | 18                 | 41                 | 7                       | 69                      |
| 2014                 | Copenhague | Aram Mp3         | «Not alone»         | 4                  | 174                | 4                       | 121                     |
| 2015                 | Viena      | Genealogy        | «Face the shadow»   | 16                 | 34                 | 7                       | 77                      |
| 2016                 | Estocolmo  | Iveta Mukuchián  | «LoveWave»          | 7                  | 249                | 2                       | 243                     |
| 2017                 | Kiev       | Artsvik          | «Fly with me»       | 18                 | 79                 | 7                       | 152                     |
| 2018                 | Lisboa     | Sevak Khanagyan  | «Qami»              | No se clasificó    | No se clasificó    | 15                      | 79                      |
| 2019                 | Tel Aviv   | Srbuk            | «Walking Out»       | No se clasificó    | No se clasificó    | 16                      | 49                      |
| 2020                 | Róterdam   | Athena Manoukian | «Chains on You»     | Festival cancelado | Festival cancelado | Festival cancelado      | Festival cancelado      |
| No participó en 2021 |            |                  |                     |                    |                    |                         |                         |
| 2022                 | Turín      | Rosa Linn        | «Snap»              | 20                 | 61                 | 5                       | 187                     |
| 2023                 | Liverpool  | Brunette         | «Future Lover»      | 14                 | 122                | 6                       | 99                      |
| 2024                 | Malmö      | Ladaniva         | «Jako»              | 8                  | 183                | 3                       | 137                     |
| 2025                 | Basilea    | Parg             | «Survivor»          | 20                 | 72                 | 10                      | 51                      |

## Votación de Armenia
Hasta 2025, la votación de Armenia ha sido:
| Más puntos otorgados solo en la gran final | Más puntos otorgados solo en la gran final | Más puntos otorgados solo en la gran final |
| Pos.                                       | País                                       | Puntos                                     |
| ------------------------------------------ | ------------------------------------------ | ------------------------------------------ |
| 1                                          | Francia                                    | 143                                        |
| 2                                          | Rusia                                      | 126                                        |
| 3                                          | Grecia                                     | 102                                        |
| 4                                          | Ucrania                                    | 97                                         |
| 5                                          | Suecia                                     | 95                                         |

| Más puntos otorgados en semifinales y final | Más puntos otorgados en semifinales y final | Más puntos otorgados en semifinales y final |
| Pos.                                        | País                                        | Puntos                                      |
| ------------------------------------------- | ------------------------------------------- | ------------------------------------------- |
| 1                                           | Rusia                                       | 217                                         |
| 1                                           | Grecia                                      | 217                                         |
| 2                                           | Georgia                                     | 181                                         |
| 3                                           | Chipre                                      | 150                                         |
| 4                                           | Ucrania                                     | 148                                         |

| Más puntos recibidos solo en la final | Más puntos recibidos solo en la final | Más puntos recibidos solo en la final |
| Pos.                                  | País                                  | Puntos                                |
| ------------------------------------- | ------------------------------------- | ------------------------------------- |
| 1                                     | Georgia                               | 156                                   |
| 2                                     | Francia                               | 151                                   |
| 3                                     | Rusia                                 | 91                                    |
| 4                                     | Grecia                                | 87                                    |
| 5                                     | Bulgaria                              | 80                                    |

| Más puntos recibidos en semifinales y final | Más puntos recibidos en semifinales y final | Más puntos recibidos en semifinales y final |
| Pos.                                        | País                                        | Puntos                                      |
| ------------------------------------------- | ------------------------------------------- | ------------------------------------------- |
| 1                                           | Georgia                                     | 245                                         |
| 2                                           | Francia                                     | 244                                         |
| 3                                           | Grecia                                      | 206                                         |
| 4                                           | Rusia                                       | 187                                         |
| 5                                           | Países Bajos                                | 169                                         |

## 12 puntos
- Armenia ha dado 12 puntos a:

| Año                  | País        |
| -------------------- | ----------- |
| 2006                 | Rusia       |
| 2007                 | Bielorrusia |
| 2008                 | Rusia       |
| 2009                 | Islandia    |
| 2010                 | Georgia     |
| 2011                 | Rusia       |
| No participó en 2012 |             |
| 2013                 | Georgia     |
| 2014                 | Ucrania     |
| 2015                 | Georgia     |

| Año                  | Jurado       | Televoto | Conjunto |
| -------------------- | ------------ | -------- | -------- |
| 2016                 | Malta        | Rusia    | Malta    |
| 2017                 | Chipre       | Chipre   | Chipre   |
| 2018                 | Israel       | Chipre   | Chipre   |
| 2019                 | Suecia       | Rusia    | Rusia    |
| No participó en 2021 |              |          |          |
| 2022                 | Países Bajos | Ucrania  | Ucrania  |
| 2023                 | Sin jurado   | Georgia  | Georgia  |
| 2024                 | Sin jurado   | Grecia   | Grecia   |
| 2025                 | Sin jurado   | Grecia   | Grecia   |

| Año                  | País       |
| -------------------- | ---------- |
| 2006                 | Rusia      |
| 2007                 | Rusia      |
| 2008                 | Rusia      |
| 2009                 | Rusia      |
| 2010                 | Georgia    |
| 2011                 | Ucrania    |
| No participó en 2012 |            |
| 2013                 | Ucrania    |
| 2014                 | Montenegro |
| 2015                 | Rusia      |

| Año                  | Jurado   | Televoto | Conjunto |
| -------------------- | -------- | -------- | -------- |
| 2016                 | Francia  | Rusia    | Francia  |
| 2017                 | Portugal | Chipre   | Portugal |
| 2018                 | Suecia   | Chipre   | Chipre   |
| 2019                 | Suecia   | Rusia    | Rusia    |
| No participó en 2021 |          |          |          |
| 2022                 | España   | Estonia  | España   |
| 2023                 | Israel   | Israel   | Israel   |
| 2024                 | Francia  | Francia  | Francia  |
| 2025                 | Francia  | Estonia  | Francia  |

## Galería de imágenes
|                          |
| Hayko en Helsinki (2007) |

|                            |
| Sirusho en Belgrado (2008) |

|                          |
| Eva Rivas en Oslo (2010) |

|                         |
| Dorians en Malmö (2013) |

|                               |
| Aram Mp3 en Copenhague (2014) |

|                           |
| Genealogy en Viena (2015) |

|                                     |
| Iveta Mukuchyan en Estocolmo (2016) |

|                        |
| Artsvik en Kiev (2017) |

|                                  |
| Sevak Khanagyan en Lisboa (2018) |

|                          |
| Srbuk en Tel Aviv (2019) |

|                              |
| Brunette en Liverpool (2023) |

|                          |
| Ladaniva en Malmö (2024) |